# 魯本一世
魯本一世（Ruben I，11世紀—1095年）是奇里乞亚亚美尼亚王国的第一位統治者，魯本王朝的建立者。

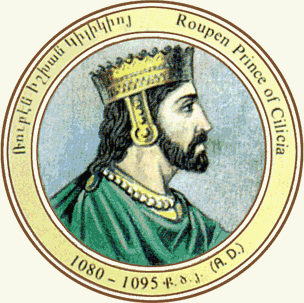
魯本一世

魯本一世是原本統治亞美尼亞的巴格拉圖尼王朝的後裔。1045年亞美尼亞被拜占庭帝國所滅，一些出逃的亞美尼亞人流亡至奇里乞亚地區，在這裡魯本一世成為眾人的領袖。關於他本人的記載不多，他在1095年左右去世。他的兒子君士坦丁一世繼位為下一任統治者。